# Gabriel Millet
Pour les articles homonymes, voir Millet.
Gabriel Millet, né le 17 avril 1867 à Saint-Louis du Sénégal et mort le 8 mai 1953 dans le 14e arrondissement de Paris, est un archéologue et historien français.

## Biographie
Après son agrégation d'histoire en 1891, il devient membre de l'École française d'Athènes, puis directeur à l'École pratique des hautes études en Sciences religieuses en 1899, puis Professeur au Collège de France en 1927.

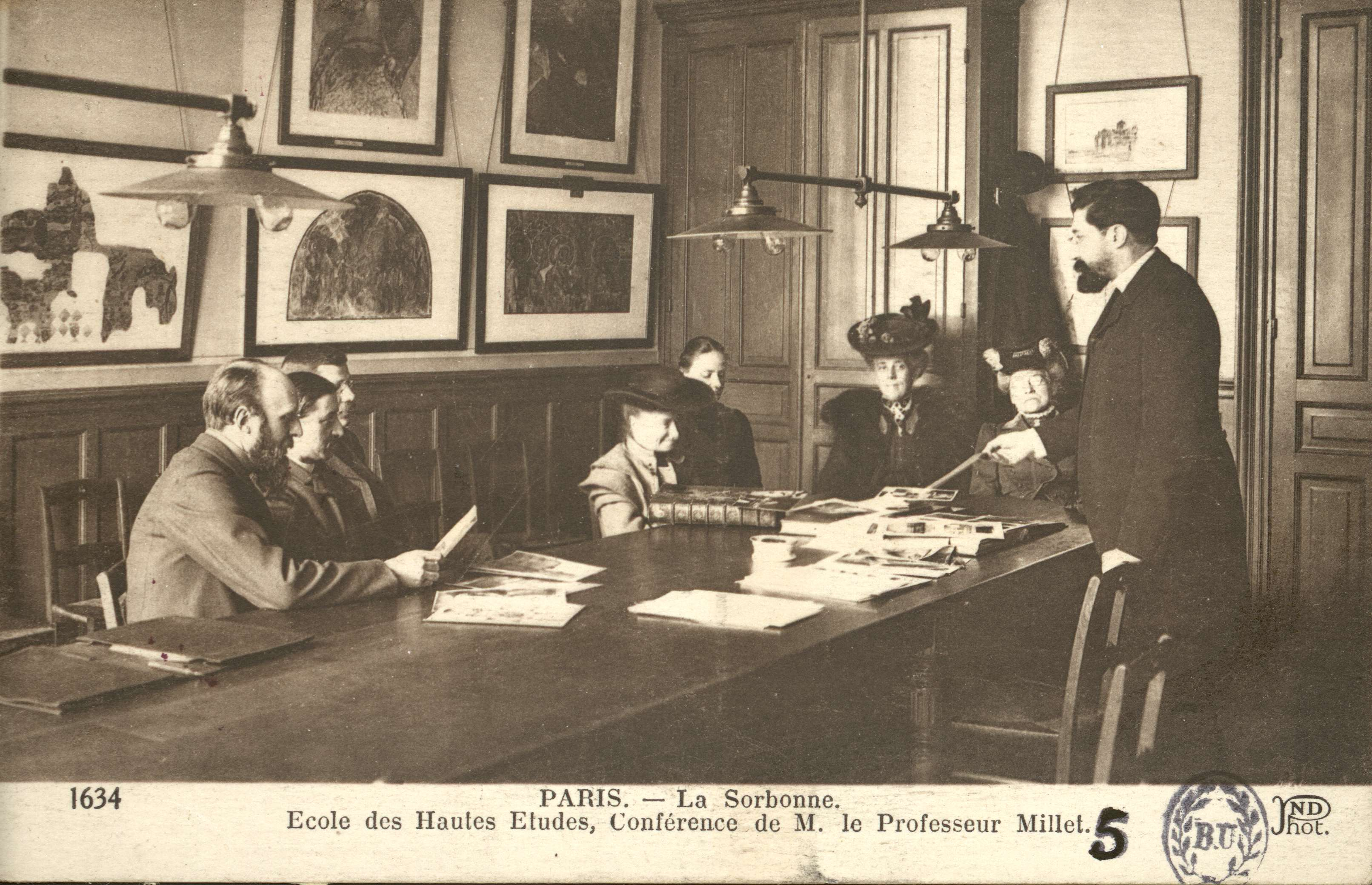
Carte postale d'une conférence de Gabriel Millet à l'Ecole des hautes études, en Sorbonne.

Voyageur, il parcourt toute l'Europe, la Grèce, la Macédoine, les Balkans. Auteur de nombreux ouvrages sur l'art byzantin. En 1930, il mène, en collaboration avec Louis Bréhier, une mission archéologique au Mont Athos. Il fonde la collection « Archives de l'Athos » au Collège de France, sous le patronage de l'Académie des Inscriptions et Belles-Lettres et de l'Académie d'Athènes. Il meurt le 8 mai 1953.

## Publications
- Recherches sur l'iconographie de l'Évangile aux XIVe, XVe et XVIe siècles d'après les monuments de Mistra, de la Macédoine et du Mont-Athos  (ill. Sophie Millet), Paris, Fontemoing et Cie éditeurs, coll. « Bibliothèque des Écoles françaises d'Athènes et de Rome no 109 », 1916, LXIV-809 p. (lire en ligne)